# Rue de Bourg
La rue de Bourg, qui a joué un grand rôle commercial depuis le Moyen Âge, est restée l’une des plus importantes rues commerçantes de la ville de Lausanne, dans le canton de Vaud, en Suisse.
Fermée à la circulation motorisée depuis 1962, la Rue de Bourg est la première rue piétonne de Suisse,.

## Histoire
Le quartier de Bourg marquait l’entrée, en ville de Lausanne, de la voie de transit international venant d’Italie. Pour ce qui touche à l’administration communale, ce secteur constituait déjà durant le deuxième quart du XIVe siècle parallèlement aux quartiers de la Palud, de Saint-Laurent et du Pont l’une des quatre « bannières » de la « Ville inférieure » (par opposition à la Cité, ville haute).
Cet ancien quartier du « Bourg Saint-Pierre », tirant son nom d’une église éponyme, est devenu simplement le « Bourg ». Il remonte sans doute à la fin de l’époque carolingienne, avant 906, date de la dotation de l’église Saint-Pierre voisine. Ce secteur était protégé par une enceinte, dont les accès fortifiés se trouvaient vers Saint-Pierre, à l’entrée orientale, et vers Saint-François, à l’entrée occidentale.
Rapidement, cette voie commerciale jouit d’un statut privilégié, des familles bourgeoises y possédant d’importantes maisons de pierre aux XIIIe et XIVe siècles déjà. C’est également le quartier où se trouvent la plupart des établissements publics lausannois : il y a ainsi, au XVe siècle, les auberges de l’Ange, de la Fleur de Lys, de la Tour Perse, du Lion, de l’Ours, de la Croix Blanche. Ou encore, après la Réforme, l’Aigle, l’Écu de France, les Trois Couronnes, les Trois Rois, le Lion d’Or. Aux XVIIe et XVIIIe siècles, s’élèvent également ici d’imposantes maisons de maîtres, dont un certain nombre d’éléments, pour la plupart aujourd’hui cachés, sont pourtant conservés en dépit de modernisations successives.
La rue de Bourg est sous l’Ancien Régime le quartier de l’aristocratie, puis encore au XIXe siècle celui de la haute bourgeoisie lausannoise. On peut signaler notamment, dans la rangée méridionale, l’ancienne maison Maillet (n° 6), l’ancienne maison de Praroman (n° 8), l’ancienne maison de Charrière (n° 10), l’ancienne maison de Crousaz (n° 18), l’ancienne maison Fesquet (n° 20), l’ancienne maison Polier de Bottens (emplacement du n° 22), l’ancienne maison Polier de Vernand (emplacement de la rue du Lion d’Or), l’ancienne maison Loys de Middes (emplacement du n° 24), l’ancienne maison Vullyamoz (n° 26).
Au cours du XXe siècle, la rue de Bourg est devenue une rue essentiellement commerçante. Cette artère privilégiée cumule les boutiques et magasins de luxe, alliant bijouterie, horlogerie, vêtements de marque, articles de mode, musique, fourrures, chocolats et cigares. En 1963, afin de renforcer l’identité commerciale de ce quartier si proche de la prestigieuse place Saint-François, une initiative combinée des commerçants de la rue de Bourg suscite un renouvellement systématique des enseignes des magasins. Celles-ci sont désormais surmontées d’un grand saint François métallique, flanqué des attributs se rapportant à chaque genre de commerce. Ces œuvres, réalisées par le ferronnier d’art Denis Spagnol, ont été dessinées par Nicole Maffeï (de l’atelier Art Studio Maffeï créé en 1954 à Pully par Maurice Maffeï). Les oiseaux qui accompagnent le saint ont toutefois été imaginés par Étienne Delessert.

## Dans la culture
En Suisse, cette rue est présente dans l'édition suisse du jeu de société Monopoly (le loyer y est de FR. 5'600.-). Cette rue n'est d'ailleurs pas la seule de la ville de Lausanne à y être représentée, au bout de la rue se trouve la Place Saint-François dont le loyer (FR. 7'000.-) est l'un des plus chers du jeu.
La rue de Bourg a accueilli également des établissements ayant animé la vie nocturne lausannoise. Parmi ceux-ci, le cabaret La Belle Époque a proposé de nombreux spectacles burlesques, tandis qu'une salle de spectacle, le Lido Comedy Club a permis à de nombreux talents de l'humour de faire leurs preuves sur ses planches[réf. nécessaire].
L'expression « se ruer à la bourre » est un jeu de mots utilisé par les Lausannois, qui utilise cet homonyme avec la rue de bourg, pour exprimer un effort pour se dépêcher, ce dernier étant tel qu'il crée l'effet inverse. L'origine semble être la pente des rues alentour, qui rend difficile de les remonter sans fatigue[réf. nécessaire].